# Bois-Colombes
Bois-Colombes is een gemeente in het Franse departement Hauts-de-Seine (regio Île-de-France) en telt 23.885 inwoners (1999). De plaats maakt deel uit van het arrondissement Nanterre.

## Geschiedenis
Tot 1896 was Bois-Colombes een deel van de gemeente Colombes. Halfweg de 19e eeuw was La Garenne niets meer dan een gehucht met nog geen honderd inwoners. Dit veranderde na de opening van het treinstation in 1857. Parijzenaars en migranten uit de rest van Frankrijk vestigden zich in Bois-Colombes. Al in 1874 volgde de roep om de plaats af te splitsen van Colombes. Rond de eeuwwisseling telde de plaats al meer dan 6000 inwoners, bijna evenveel als het centrum van Colombes. In 1896 werd de gemeente La Garenne-Colombes opgericht.

## Geografie
De oppervlakte van Bois-Colombes bedraagt 1,9 km², de bevolkingsdichtheid is 12571,1 inwoners per km².
De onderstaande kaart toont de ligging van Bois-Colombes met de belangrijkste infrastructuur en aangrenzende gemeenten.

## Demografie
Onderstaande figuur toont het verloop van het inwonertal (bron: INSEE-tellingen).

## Bekende inwoners

### Geboren
- Robert Amadou (1924-2006), martinist erudiet, mysticus en esotericus
- Claude Lanzmann (1925–2018), filmregisseur
- Jacques Lanzmann (1927-2006), schrijver, scenarioschrijver en liedjestekstschrijver
- Michel Descombey (1930-2011), danser en choreograaf
- Gilbert Guillaume (1930), jurist
- Ludmila Mikaël (1947), actrice

### Overleden
- Henry Charles Litolff (1818-1891), componist en pianovirtuoos uit de romantiek
- Zénobe Gramme (1826-1901), Belgisch elektrisch ingenieur
- Gustave Wettge (1844-1909), componist en dirigent